# Stygiolobus
Genre
Espèces de rang inférieur
- Stygiolobus azoricus

Stygiolobus est un genre d'archées de la famille des Sulfolobaceae.